# 설상차

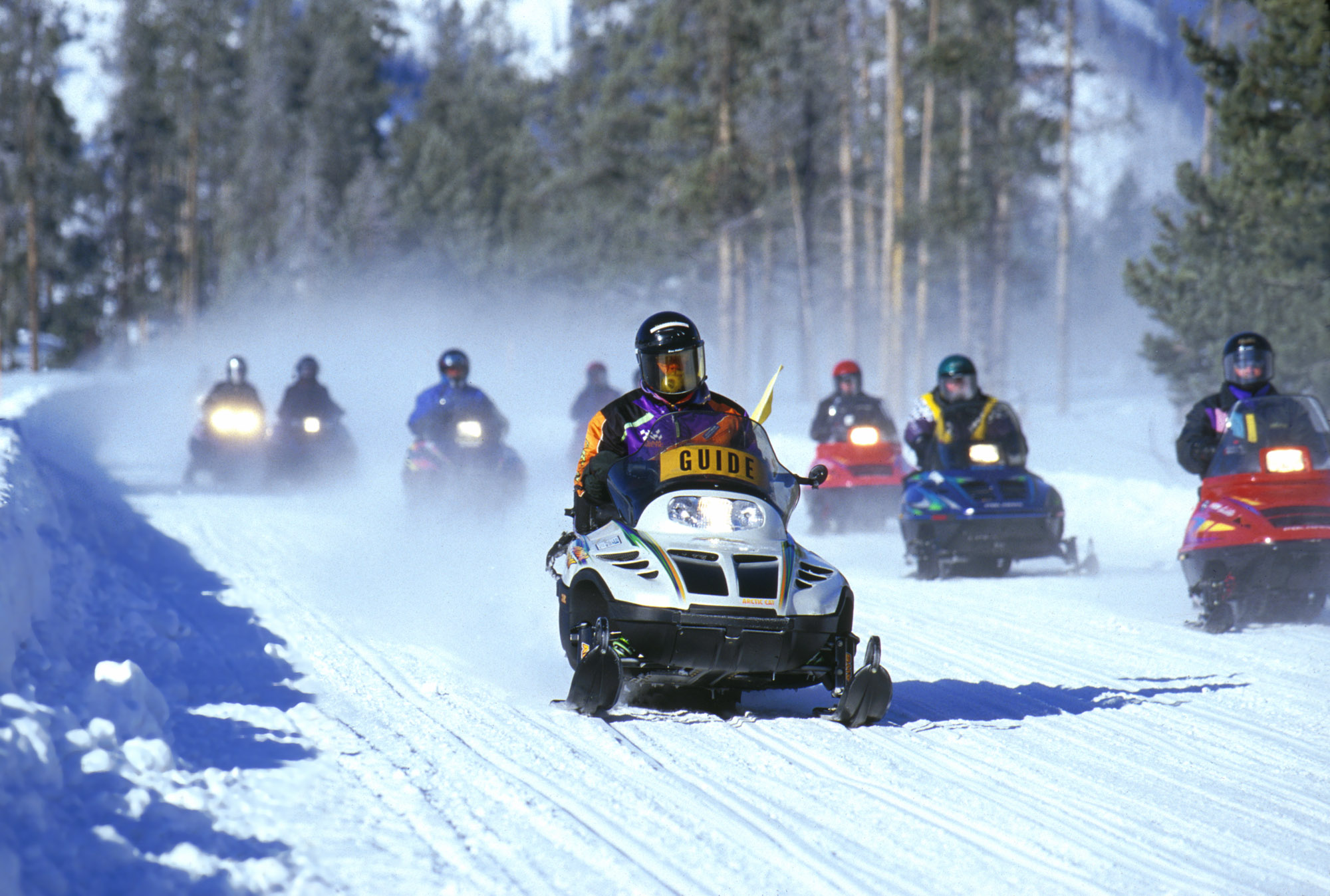
옐로스톤 국립공원의 설상차 투어

설상차(snowmobile, skimobile, motor sledge, snowmachine, snow scooter)는 겨울 여행과 레크리에이션을 목적으로 눈 위를 달릴 수 있도록 설계된 자동차(motor vehicle)다. 눈과 얼음 위에서 동작하도록 설계되었고 도로나 트레일을 따로 요구하지는 않으나 대부분은 개방된 지역 위에서 운전된다. 설상차 운전(snowmobiling)은 수많은 사람들이 진지한 취미로 즐기는 스포츠이다.
구형 설상차는 2명을 수용할 수 있도록 되어 있는 것이 일반적이었다. 그러나 1990년대 이후에 제조된 대부분의 설상차는 한 사람만을 수용할 수 있도록 설계되어 있다.

## 역사
1911년, 24세의 Harold J. Kalenze는 캐나다주 매니토자 브랜든에서 차량 프로펠러(Vehicle Propeller)의 특허를 냈다.